# Dragan Labović
Dragan Labović (cyr. Драган Лабовић; ur. 20 kwietnia 1987 w Prokuplje, zm. 9 maja 2025 w Belgradzie) – serbski koszykarz, występujący na pozycji silnego skrzydłowego, reprezentant kraju.
W 2006 wystąpił w meczu wschodzących gwiazd Nike Hoop Summit.

## Osiągnięcia
Stan na 4 października 2020, na podstawie, o ile nie zaznaczono inaczej.

### Drużynowe
- Mistrz:
  - Ligi Adriatyckiej (2004)
  - Rumunii (2015)
- Wicemistrz Macedonii (2017)
- Brąz ligi fińskiej (2016)
- Zdobywca pucharu:
  - Serbii i Czarnogóry (2005)
  - Serbii (2007)
  - Rosji (2012)
  - Macedonii (2017)
- Finalista Superpucharu Macedonii (2016)
- Uczestnik rozgrywek międzynarodowych:
  - FIBA Europe Cup (2017/2018)
  - Ligi Mistrzów (2017/2018)
  - EuroChallenge (2008–2012)

### Indywidualne
- MVP:
  - Pucharu Serbii (2007)
  - kolejki Ligi Adriatyckiej (21 - 2016/2017)
- Uczestnik meczu gwiazd ligi rosyjskiej (2011)
- Lider strzelców ligi adriatyckiej (2009)

### Reprezentacja
Seniorska
- Uczestnik mistrzostw Europy (2007 – 13. miejsce)

Młodzieżowe
- Mistrz Europy:
  - U–20 (2006, 2007)
  - U–18 (2005)
  - U–16 (2003)
- Uczestnik mistrzostw Europy U–18 (2004 – 5. miejsce, 2005)
- MVP Eurobasketu U–18 (2005)
- Zaliczony do I składu mistrzostw Europy:
  - U–20 (2007)
  - U–18 (2005)